# Mankato
Mankato ist eine Stadt im US-Bundesstaat Minnesota. Das U.S. Census Bureau hat bei der Volkszählung 2020 eine Einwohnerzahl von 44.488 ermittelt. Sie ist County Seat des Blue Earth County.

## Geografie
Mankato liegt rund 100 Kilometer südwestlich der Twin Cities und an dem Minnesota River sowie seinem Nebenfluss Blue Earth River, der bei Mankato in den Minnesota River mündet. Nach den Angaben des United States Census Bureau beträgt die Fläche der Stadt 39,9 km². Sie ist Verwaltungssitz des Blue Earth County, kleine Teile liegen in den im angrenzenden Nicollet und Le Sueur Countys.

## Geschichte
Mankato wurde 1852 gegründet. Der Name stammt von den Dakota, bei denen mahkato „blau-grüne Erde“ heißt, was auf den blauen Lehmboden in der Region zurückzuführen ist. Aus einem Rechtschreibfehler eines Beamten entstand der heutige Name Mankato.
Im Jahre 1862 fand in Mankato die größte Massenexekution der Geschichte der Vereinigten Staaten infolge des Sioux-Aufstands statt: 38 Dakota wurden als Teilnehmer des Aufstandes gehängt. Weitere 265 Verurteilte wurden von Präsident Abraham Lincoln begnadigt.

## Demografie
Nach der Volkszählung im Jahr 2000 leben in Mankato 32.427 Menschen in 12.367 Haushalten und 6059 Familien. Die Bevölkerungsdichte beträgt 323,9 Einwohner pro km². Ethnisch betrachtet setzt sich die Bevölkerung aus über 93 Prozent weißer Bevölkerung und einer spanisch bzw. latino-amerikanischen Minderheit zusammen.
In 23,6 % der 12.367 Haushalte leben Kinder unter 18 Jahren, in 36,7 % leben verheiratete Ehepaare, in 8,8 % leben weibliche Singles und 51,0 % sind keine familiären Haushalte. 32,2 % aller Haushalte bestehen ausschließlich aus einer einzelnen Person und in 9,9 % leben Alleinstehende über 65 Jahre.
Auf die gesamte Stadt bezogen setzt sich die Bevölkerung zusammen aus 16,9 % Einwohnern unter 18 Jahren, 32,5 % zwischen 18 und 24 Jahren, 23,9 % zwischen 25 und 44 Jahren, 15,4 % zwischen 45 und 64 Jahren und 11,3 % über 65 Jahren. Der Median beträgt 25 Jahre. Etwa 51 % der Bevölkerung ist weiblich.
Der Median des Einkommens eines Haushaltes beträgt 33.956 USD, der einer Familie 47.297 USD. Das Prokopfeinkommen liegt bei 17.652 USD. Etwa 19,0 % der Bevölkerung und 8,5 % der Familien leben unterhalb der Armutsgrenze.

## Bildung
Mankato ist Sitz folgender Hochschuleinrichtungen + High Schools
- Minnesota State University, Mankato
- Bethany Lutheran College
- Rasmussen College
- South Central College
- East High School
- West High School

## Persönlichkeiten

### Söhne und Töchter
- Robert Louis Hodapp (1910–1989), Bischof von Belize
- Earl Howard Wood (1912–2009), Kardiologe und Physiologe
- Daniel Leo Ryan (1930–2015), Bischof von Springfield in Illinois
- Ron Johnson (* 1955), Politiker
- Mike Lindell (* 1961), Unternehmer und Verschwörungsideologe
- Jimmy Chin (* 1973), Bergsteiger und Dokumentarfilmer
- John Landsteiner (* 1990), Curler

### Mit Mankato verbunden
- Melissa Peterman (* 1971), Schauspielerin, studierte in Mankato
- Tim Walz (* 1964), Politiker, hat als Lehrer in Mankato gearbeitet

## Sehenswürdigkeiten
- Land of Memories Park entlang des Minnesota und Blue Earth Rivers
- das Verizon Wireless Center, eine Arena in der Innenstadt
- der Minneopa State Park, westlich von Mankato
- die River Hills Mall
- Mount Kato